# 日本テレビ系水曜ドラマ 恋のバカンス オリジナル・サウンドトラック
『日本テレビ系水曜ドラマ 恋のバカンス オリジナル・サウンドトラック』（にほんテレビけいドラマ こいのバカンス オリジナル・サウンドトラック）は、岩代太郎による日本テレビ系水曜ドラマ『恋のバカンス』のサウンドトラック。1997年2月19日に東芝EMIより発売された。

## リリース・音楽性
通常盤のみの1形態で発売。岩代太郎が音楽を担当する日本テレビ系水曜ドラマ『恋のバカンス』のサウンドトラックで、主題歌であるMr.Childrenの「Everything (It's you)」のアレンジ・バージョンを含むドラマの劇伴を全13曲収録している。
本作のアートディレクターは日野準子が担当。

## 収録曲
- 全作曲：岩代太郎（#7除く） / 全編曲・全管弦編曲・プロデュース：岩代太郎

1. GET LOVIN' [3:11]
2. A VIEW OF THE ROMANCE [4:07]
3. HEAVEN (LOVE MIX) [5:47]
  - 作詞：Dawn Mane Moore
4. GET FEELIN' [5:24]
5. GOSSIP ROOMS [3:53]
6. A SMELL OF TGE ROMANCE [1:55]
7. EVERYTHING (IT'S YOU) [2:35]
  - 作曲：桜井和寿

Mr.Childrenの13thシングルのインストゥルメンタル・アレンジ・バージョン。
8. A TRUTH OF THE ROMANCE [4:46]
9. GET GOIN' [2:15]
10. MY FAVORITE LADY [3:05]
11. ROMANCE AND PIANO [2:19]
12. WITH YOU (LOVE MIX) [6:03]
  - 作詞：Michael G.
13. WITH YOU 〜REPRISE〜 [2:53]

## 参加ミュージシャン
- 岩代太郎：Conducting, Ac.Piano and Male Vocal
- 岸本一遥：Fiddle
- 瀬木貴将：Quena
- Jake H. Concepcion：Clarinet, Soprano and Alto Sax.
- 吉川忠英：Ac.Guitar
- 梶原順：Ac. & E.Guitar
- 田代耕一郎：Banjo and Ac.Guitar
- 青木智仁：E.Bass
- 石川雅春：Drums
- ペッカー：Latin Percussions
- 木村“キムチ”誠：Latin Percussions
- 宮本一：Keyboards
- 鎌田しのぶ：Harpsichord
- 石田裕美：Sax (#10, #11)
- 田島明子：Sax (#10, #11)
- 大城正司：Sax (#10, #11)
- 滝上典彦：Sax (#10, #11)
- 直居隆雄：Full A.Guitar (#3)
- 渡辺等：E.Upright Bass (#3)
- 後藤勇一郎：Solo Violin (#3)
- 鈴木明男：Alto Sax (#12)
- 松下誠：E.Guitar (#12)
- 深澤秀行：Synthesizer's Manipulating (#3)
- 中山信彦：Synthesizer's Manipulating (#12)
- 篠崎正嗣ストリングスオーケストラ
- Dawn Mane Moore：Female Vocal (#3)
- Laura Lynn：Female Vocal (#12)